# رهاب النساء
رهاب النساء هي حالة خوف غير طبيعية من النساء، و نوع من الرهاب الاجتماعي.

## الأعراض
- تعرق مفرط.
- غثيان.
- صعوبة في التنفس أو التنفس ببطء.
- العجز عن نطق الحروف أو الكلام بوضوح - حديث محدود أو العجز عن الحديث.
- سرعة نبضات القلب.
- جفاف الفم.
- الارتجاف والتوتر.
- رغبة في الفِرار.
- شعور بالضيق في الحَلْق أو الصدر.
- الشعور بالحكة.

الشخص الذي يعاني من الخوف من النساء قد يظهر أياً من هذه الأعراض، ولكن قد تختلف ردة الفعل تبعاً للحالة التي يكون فيها الشخص وهكذا ربما قد تكون بعض الأعراض لم تذكر.